# 烏鴉傳說 (魯凱族)
烏鴉傳說，是台灣魯凱族西魯凱群有關烏鴉（魯凱語：talralreba）的傳說，內容體現出了魯凱族傳統社會中對社會階級的重視和對烏鴉的敬重。

## 傳說

### 孤兒
過去在一個魯凱族部落中有三名孤兒，分別叫做古勒勒勒（Kulelele）、卜拉瓦魯拉呢（Pulalwaludhane）和摩阿凱凱（Mwakaikai），他們是三兄妹，為部落中的貴族，但因為他們父母很早就去世了，所以他們的生活相當貧困，飽受族人的鄙視和欺負、也沒有人對他們伸出援手，而有一隻烏鴉在聽到他們生活的處境後，決定化身為一個老者去照顧他們，而三兄妹雖然對他突然的出現感到困惑，但也接受了他的好意。

### 耕種
到了需要耕田的時候，烏鴉吩咐三兄妹們去從垃圾堆裡找來沒人要的鐵鍬和繩子，並且把鐵橇沿著他們農田的邊緣立了一圈、再圍上繩子，農田便在烏鴉開始祈禱後成為了良田；接著烏鴉要他們把沒人要的葫蘆種子和豬骨頭種在土裡，沒過幾天葫蘆便已經長大而且結果成熟了、豬骨則變成了一隻隻可以立刻宰殺來吃的大豬，三兄妹們便利用葫蘆切開後從裡面掉出來的小米和豬肉飽餐一頓，雖然烏鴉要他們分一些給鄰居，但反而被鄰居拒絕並侮辱說他們的東西很噁心。

### 詛咒
後來因為看到烏鴉改變了三兄妹的生活，讓部落裡的族人對牠很不開心，計畫著殺死牠，烏鴉便藉由祈禱先後降下長時間的害災和豪雨，讓其他人田裡可以收成的小米都壞掉了，只有三兄妹的田不受影響，而在族人們即將衝進他們家裡殺死烏鴉時，知道無法避免衝突的烏鴉決定跟三兄妹道別離開，離別前烏鴉還還叮囑他們作為貴族，不可以隨便接納曾經羞辱自己族人，除非他們拿出應有的誠意。接著烏鴉便帶著從三兄妹那裡要來的豬油和木灰飛出家裡的窗戶，朝攻擊自己的族人身上潑豬油並撒下木灰，把他們的眼睛全都弄瞎，在離開前，牠還許願三兄妹家可以成為富翁、家裡的泉水則永遠不會乾涸。

### 後續
在那之後，部落開始鬧飢荒，許多人都餓死了，唯有三兄妹的家裡有豐富的食物，他們也藉此贏回了尊重。

#### 其他版本
在東魯凱群大南社也有著一則關於烏鴉的傳說：
Spurununa外出打獵，並囑咐別將孩子帶到田裡，但妻子仍不聽勸的將帶到田裡。後妻子挖出地瓜，烤熟後帶到樹上吃，僅將地瓜皮扔到樹下給孩子，最後更是拋下孩子自己回去。
於是孩子哭泣，並剪了衣服做成翅膀飛到樹上。Spurununa回家後得知此事便燒了開水燙死妻子，然後和變成烏鴉的孩子搬到了樹上:248。

## 文化
魯凱族是台灣原住民族中少數對烏鴉抱有正面態度的族群，在他們的傳統觀念中，烏鴉有預知災難的能力，能夠告知族人即將到來的災難、也是人類的恩人，不僅在許多傳說中照顧了部落的孤兒、珍貴的黑色小米也是烏鴉帶給族人的，因此族人有許多對烏鴉的禁忌，例如平常不可以傷害也不可以抓烏鴉，抓到了也要立刻放走，不然可能會引來颱風。